# Illes Skellig

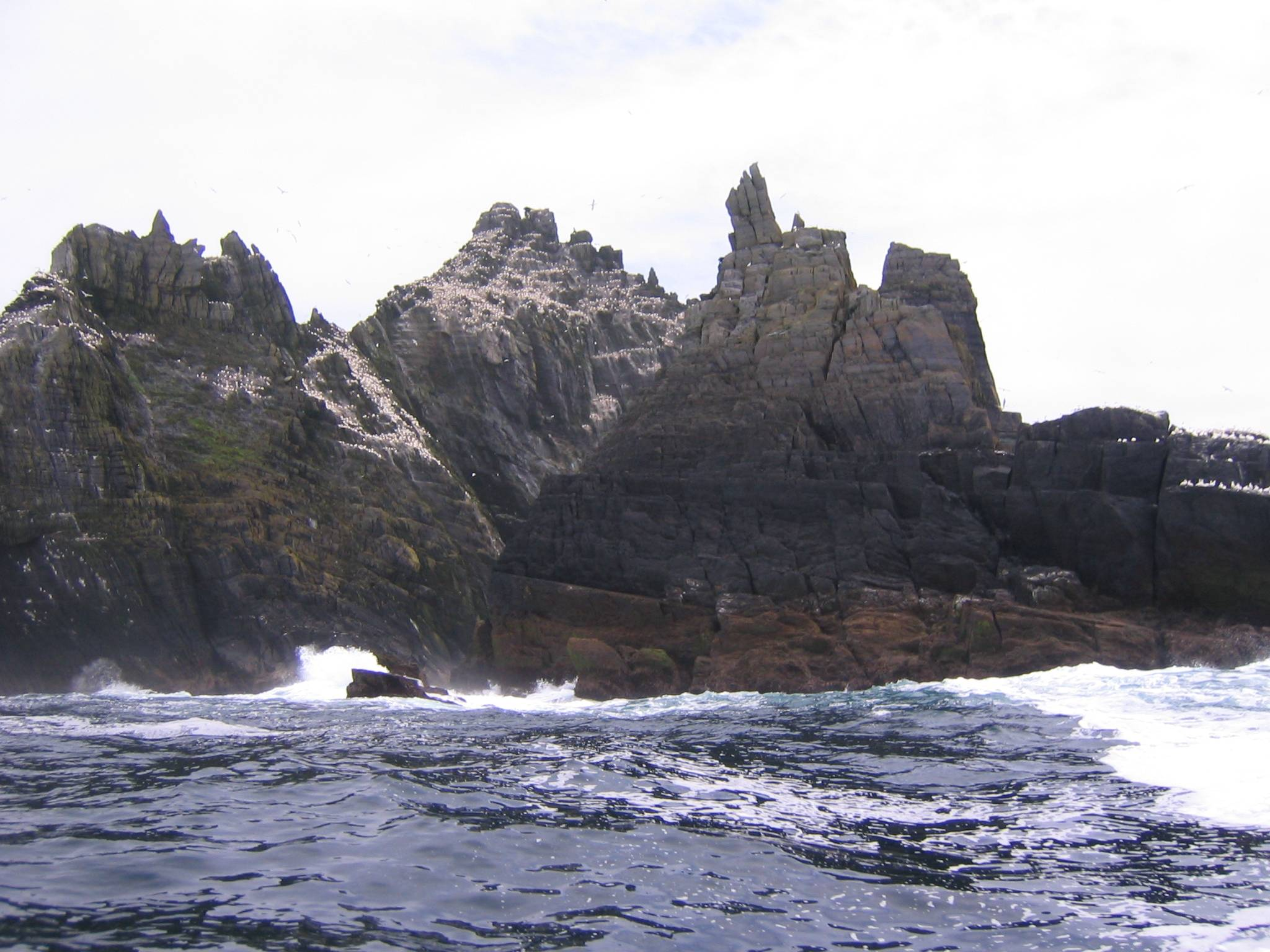
Little Skellig.

Les Illes Skellig (en anglès: Skellig Islands; en gaèlic irlandès: Na Scealaga) són dues petites i escarpades illes rocoses que se situen uns 16 km a l'oest de la península d'Iveragh, al Comtat de Kerry, Irlanda. Són famoses per les seves poblacions de pebrets i mascarells, així com per un antic monestir cristià que ha estat declarat Patrimoni de la Humanitat per la Unesco.

## Little Skellig
L'illa més petita és coneguda com a Little Skellig (Sceilig Bheag en irlandès). Està tancada al públic, i conté la segona població més gran del món de mascarells, amb quasi 30.000 parelles. Little Skellig està aproximadament a 1,5 km de Great Skellig.

## Great Skellig
L'illa més gran, coneguda com a Great Skellig o Skellig Michael (Sceilig Mhichíl en irlandès), és la més gran de les dues, elevant-se fins als 230 metres sobre el nivell de la mar. Gràcies a la presència d'un monestir cristià del segle vi suspès sobre una cornisa a la vora del cim, Skellig Michael ha estat declarada Patrimoni de la Humanitat per la Unesco.

## Fauna
Ambdues illes Skellig són conegudes per la seva abundant colònia d'ocells marins, la més important d'Irlanda tant en quantitat com en varietat d'espècies. Entre els tipus d'ocells que les habiten es troben l'escateret, el mascarell comú, el fulmar, la baldriga pufí, la gavineta de tres dits, l'somorgollaire, el gavot i el fraret atlàntic —espècie de la que existeixen més de 4000 exemplars solament a Great Skellig. També pot trobar-se un nombre una mica més reduït de gralles de bec groc i falcons pelegrins.
A part dels ocells, les illes Skellig també allotgen una important fauna aquàtica: s'ha documentat la presència de foques grises, taurons pelegrins, rorquals d'aleta blanca, dofins i tortugues llaüt. Les illes abunden zones aptes per practicar el submarinisme.